# Adalbero z Laonu
Adalbero z Laonu, též Adalberon či Ascelin (francouzsky Adalbéron de Laon, † 1030/1031, Laon) byl francouzský biskup, politik a básník.
Jeho otcem byl Reginar z Bastogne, strýcem arcibiskup Adalbero z Remeše. Adalbero studoval v Remeši, poté byl kanovníkem v Metách a biskupem laonským se stal roku 997. Kronikář Richer z Remeše informuje o obviněních z cizoložství, jehož se Adalbero měl dopustit s královnou Emou. Vina nebyla prokázána, Emin syn Ludvík V. Francouzský však roku 981 Adalbera sesadil. Adalbero byl později i vězněn, poté se však na svůj stolec mohl vrátit. Významná díla zahrnují satirický dialog věnovaný králi Robertovi II., v němž Adalbero kritizuje tehdejší clunyjskou reformu i představu, že by neurozený člověk mohl zastávat vyšší duchovní funkce. V jiné básni Adalbero přináší jednu z prvních formulací učení o třech stavech, když společnost dělí na „oratores, bellatores, laboratores,“ tedy „modlitebníky (klérus), válečníky (nobilitu a rytířstvo), pracující (neurozený lid)“.
Zemřel zřejmě roku 1030 či 1031 v klášteře sv. Vincenta v Laonu.